# Melinoessa stellata
Melinoessa stellata is een vlinder uit de familie spanners (Geometridae). De wetenschappelijke naam van deze soort is voor het eerst geldig gepubliceerd in 1878 door Butler.
De soort komt voor in tropisch Afrika.